# Abraxas albidivisa
Abraxas albidivisa är en fjärilsart som beskrevs av Inoue 1943. Abraxas albidivisa ingår i släktet Abraxas och familjen mätare. Inga underarter finns listade i Catalogue of Life.